# Kerpen
Kerpen je město v německé spolkové zemi Severní Porýní-Vestfálsko. Je největším městem zemského okresu Rýn-Erft ve vládním obvodu Kolín nad Rýnem. Leží v Kolínské nížině přibližně 30 km západně od Kolína nad Rýnem, správního centra vládního obvodu a největšího města Severního Porýní-Vestfálska. Od 19. března 2012 užívá město přívlastek Kolpingstadt (Kolpingovo město) podle blahoslaveného kněze a rodáka Adolpha Kolpinga. Kerpen je také znám jako působiště bratrů Michaela a Ralfa Schumacherových, pilotů Formule 1, kteří zde začínali jako závodníci na motokárách. V roce 2013 zde žilo přes 63 tisíc obyvatel.

## Historie
První písemná zmínka o Kerpenu pochází z roku 871, tehdy bylo však sídlo uvedeno pod názvem Kerpinna. Po bitvě u Worringenu roku 1288 se stalo město enklávou Brabantského vévodství s vlivem kolínského arcibiskupství a vévodství Jülich, která pomohla k nezávislosti Kerpenu. Poté se Brabantsko společně s dalšími nizozemskými provinciemi stalo součástí Burgundského vévodství. Po smrti Karla Smělého roku 1477 se oblast dostala pod nadvládu Habsburků. Kerpen se tak stal společně s Nizozemím součástí Habsburského Nizozemí a později také Španělského Nizozemí ovládaného španělskými Habsburky. Roku 1794 ztratilo město nezávislost, když bylo obsazeno francouzskými revolučními vojsky. Roku 1798 se stalo sídelním městem kantonu Kerpen, jenž tvořil součást arrondisementu Kolín v departementu Roer. Po Vídeňském kongrese roku 1815 se stal Kerpen součástí Pruska, když byl začleněn v rámci okresu Bergheim (Erft) do Rýnské provincie. Roku 1941 přijal Kerpen městská práva. Současnou podobu získalo město 1. ledna 1975, když bylo v rámci regionální územní reformy z roku 1974 sloučeno s dalšími sedmi obcemi. V současné době jsou však městské části stále odděleny rozlehlými neosídlenými plochami, a tak si do jisté míry udržují samostatnost.

## Partnerská města
- Sankt Vith, Belgie (od roku 1975)
- Osvětim, Polsko (od roku 1993)

## Galerie

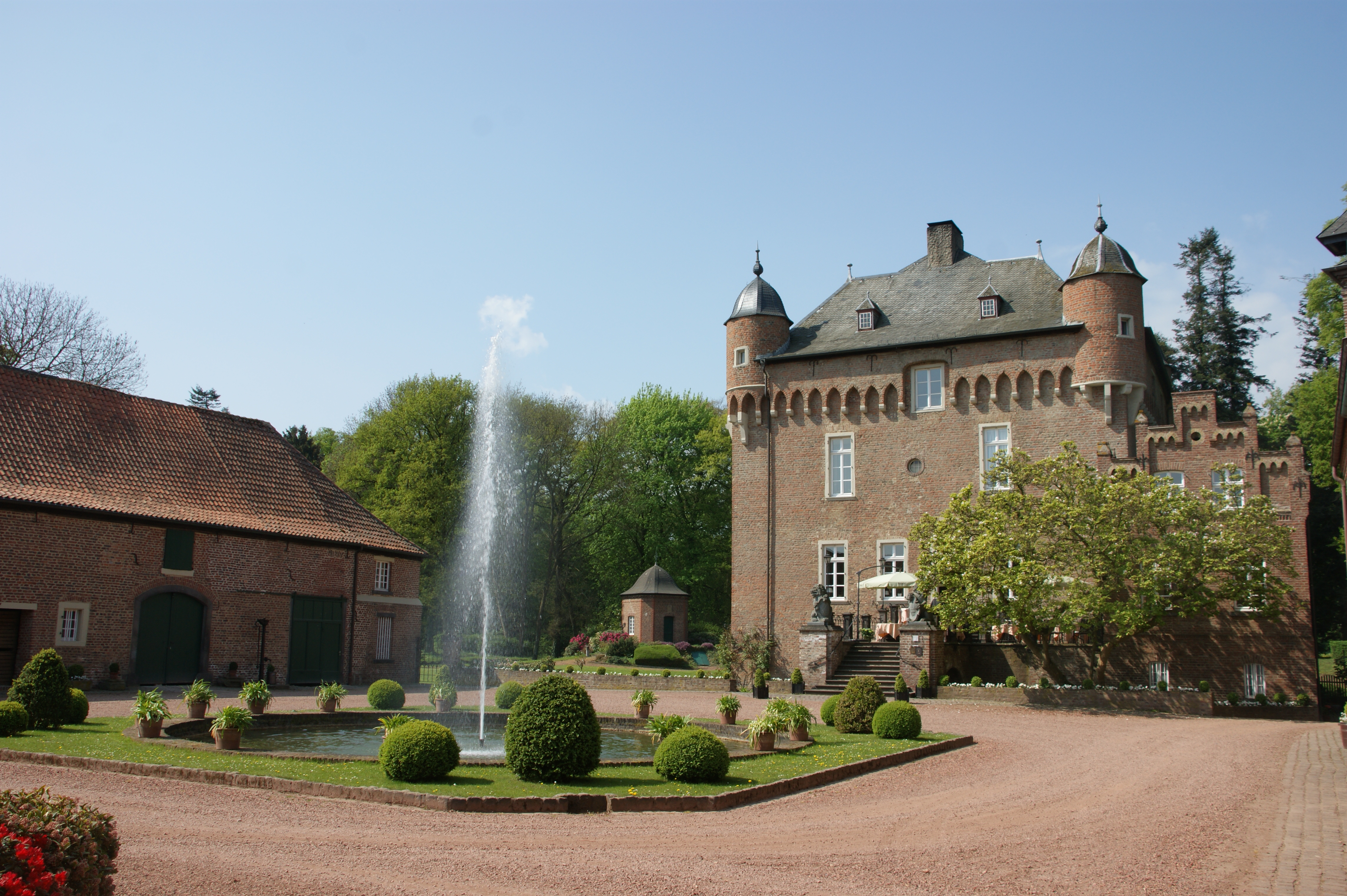
Zámek Loersfeld
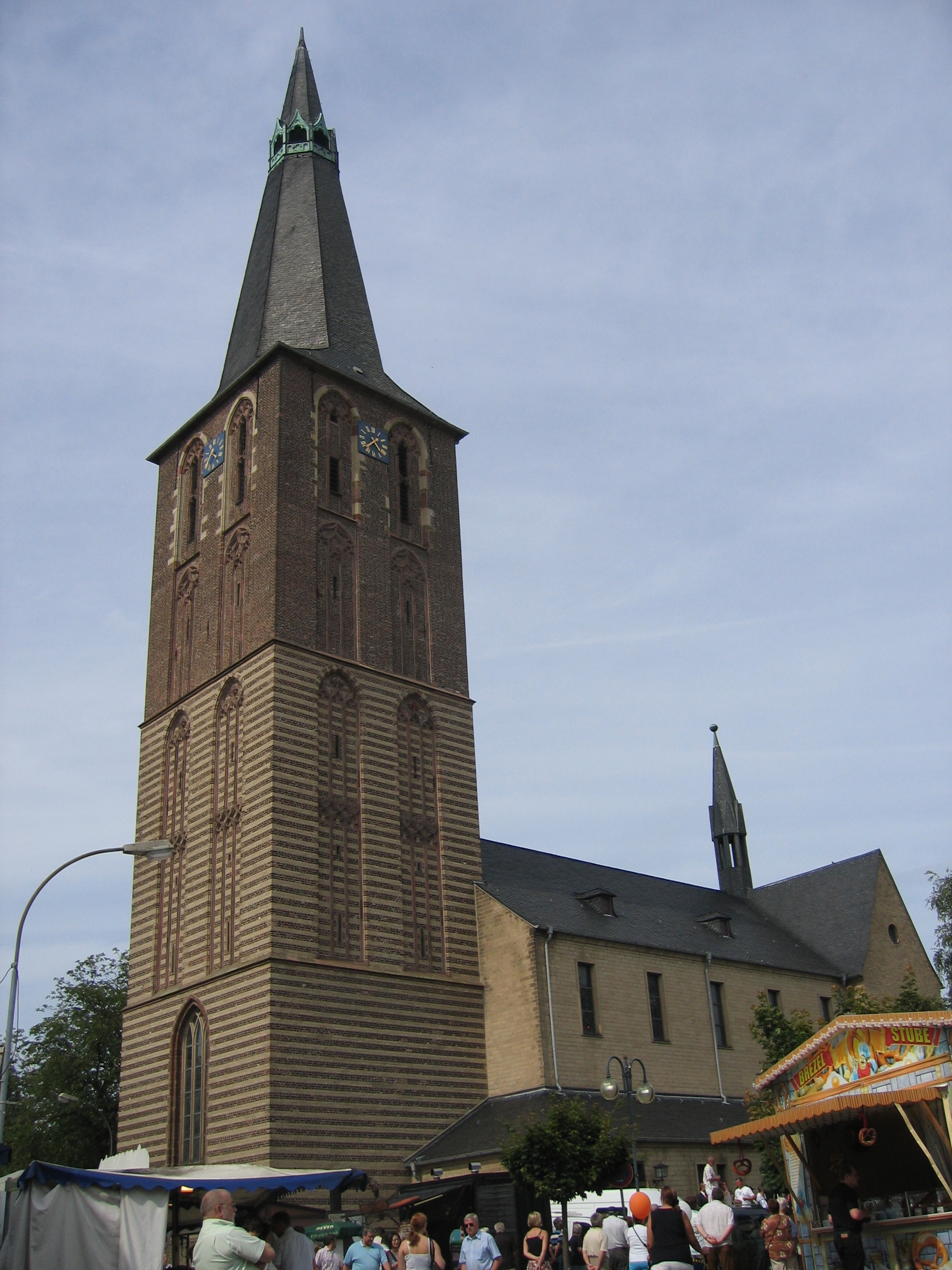
Kostel svatého Martina
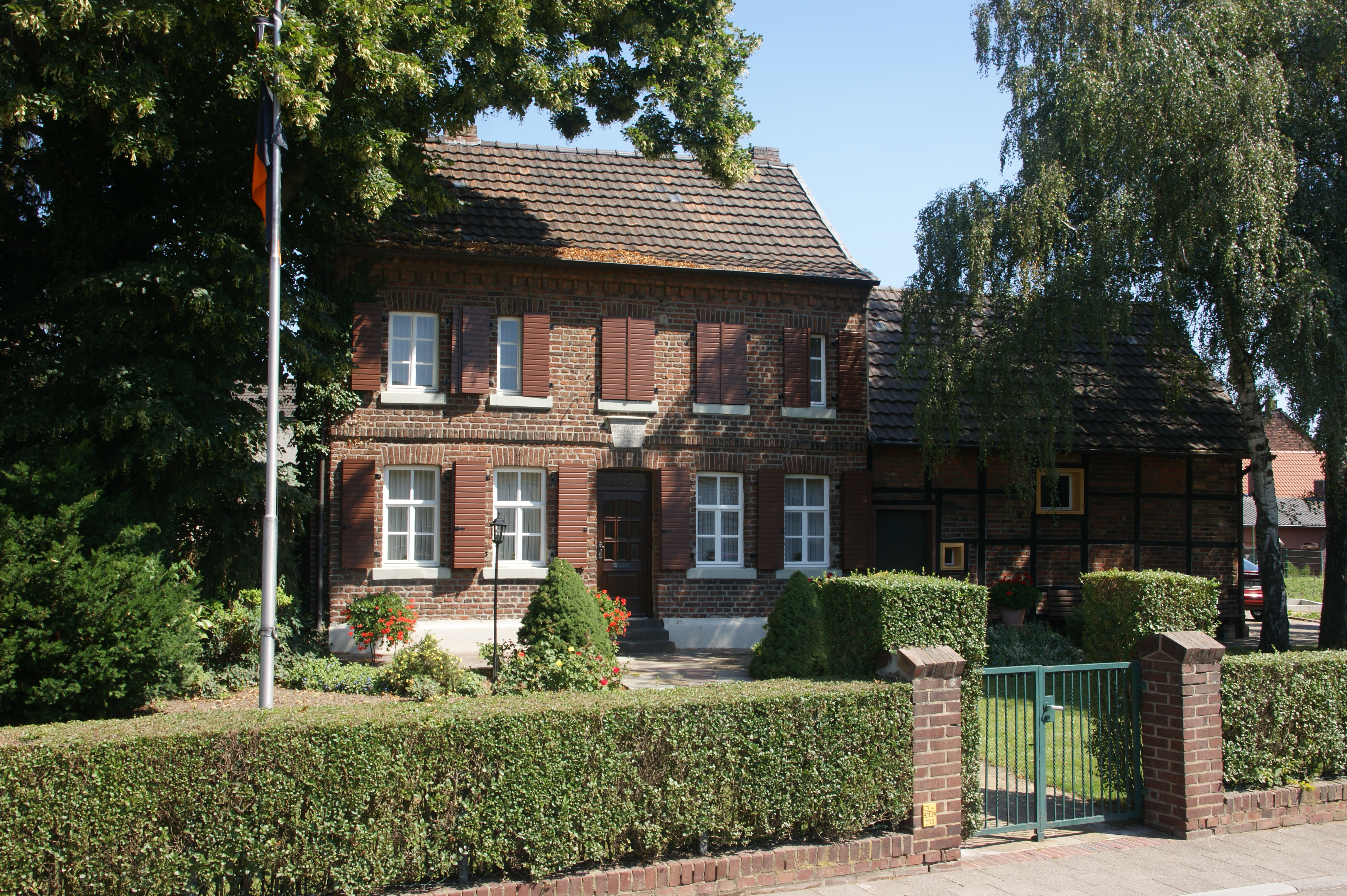
Rodný dům Adolpha Kolpinga